# ベーカーティリーインターナショナル
ベーカーティリーインターナショナル（Baker Tilly International）は、ロンドンを本部とする世界第10位の会計事務所である。

## 沿革
1988年にベーカー・ルーク（Baker Rooke）とホワード・ティリー&カンパニー（Howard, Tilly & Co）が合併して設立された。
ベーカー・ルークは主に3派の合流により形成されている。1923年創設のベーカー・トッドマン（Baker, Todman & Co）と1901年創設のルーク・レーン（Rooke, Lane & Co）が1967年に合併し、そこへ1910年創設のアムスドン・コサート・アンド・ウェルズ（Amsdon, Cossart & Wells）が1975年に合流。一方ホワード・ティリーは、1870年創設のホワード・ハウズ（Howard, Howes & Co）と1872年創設のブラウン・ピート・アンド・ティリー（Brown, Peet & Tilly）が1972年に合流して形成された。
2013年に、本拠であるイギリスにてRSMインターナショナルの現地ファームであったRSM Tenonを買収しベーカーティリーのメンバーファームであったBaker Tilly LLPと統合。そして2014年にはRSMインターナショナルに、イギリス国内のメンバーファームとして加盟した。翌2015年にはブランドネームにRSMを採用し、RSM UKへ改称した。このような経緯から、本拠地にもかかわらずイギリス国内においてベーカーティリーのブランドネームは一掃されている。
現在ベーカーティリーインターナショナルは141か国・745拠点に165のメンバーファームを展開し、アジア太平洋・EMEA（ヨーロッパ・中東・アフリカ）・北アメリカ・南アメリカの4エリアに28,000人以上の従業員が属する。

## 業務
以下の4つで構成されている。2015年における業務収入を付記。
- 監査業務（Audit） - 1,383百万米ドル
- 会計業務（Accountancy） - 468百万米ドル
- 税務業務（Taxation） - 943百万米ドル
- コンサルティング業務（Consultancy） - 1,014百万米ドル

## 日本における活動
日本においては、中堅の監査法人日本橋事務所・清陽監査法人（東京）、及び監査法人グラヴィタス（京都）・如水監査法人（福岡）がメンバーファームとして加盟し監査業務を提供する。これらはBaker Tilly Japanのメンバーファームであり、Baker Tilly Internationalの独立メンバーでもある。BTJにのみ加盟している監査法人は他に監査法人薄衣佐吉事務所・千代田国際公認会計士共同事務所・慶朋監査法人・赤坂有限責任監査法人の4法人が存在しており、小規模法人の集合体となっている点で他の国際会計事務所とは全く異なる態様を呈する。
現在最大のメンバーファームは清陽監査法人（主要クライアント：森ビル・森トラスト・常石造船など）、次いで監査法人日本橋事務所（主要クライアント：シチズン時計・NOKなど）となっている。かつては2005年（平成17年）から加盟している霞が関監査法人が最大のメンバーファームであったが、2013年（平成25年）に太陽ASG有限責任監査法人（グラントソントン）へ吸収されたため提携を解消している。その後2014年（平成26年）8月5日に監査法人日本橋事務所が、2018年（平成30年）12月21日に清陽監査法人がそれぞれメンバーファームに加入。いずれもそれまで海外提携先が存在しなかった監査法人である。
税務業務はベーカーティリージャパン税理士法人・BTJ税理士法人が提供ファームであり、他にクリフィックス税理士法人がBTJのみに加盟している。